# Дебёсы
Дебёсы (удм. Дэбес) — село (с 1749) в России, административный центр Дебёсского района Удмуртской республики.
Село расположено на реке Чепце (приток Вятки), в 141 км к северо-востоку от Ижевска. До ближайшей железнодорожной станции Кез — 32 км. Рядом с селом проходит трасса М7, до постройки объездной дороги проходившая напрямую через село.

## История
Впервые упоминаются в 1646 году в переписи Каринского стана как починок на речке Дебеске. В 1749 году в деревне Дебесской была заложена первая деревянная церковь (Николаевская), построенная в 1754 году. Населённый пункт получил статус села. В 1756 году церковь сгорела и вновь отстроена лишь в 1767 году. В 1796 году входит в состав Вятской губернии и становится волостным центром.
С начала XIX века через Дебёсы проходил Сибирский тракт, причём в Дебёсах соединялись две его ветви — северная, идущая из Санкт-Петербурга, и южная, идущая из Москвы. Тракт оказал большое влияние на село: для его нужд были построены почтовая и земская станции, цейхгауз, конно-этапная тюрьма и военный лазарет. Для сопровождения ссылаемых в Сибирь арестантов от одного этапного пункта к другому создавались конвойные команды, состоящие обычно из инвалидной пехотной части и небольшого конного отряда. Дебесский этап был самым большим на территории Удмуртии, так как осуществлял конвоирование на двух ветках Сибирского тракта. Поэтому к нему было прикреплено 25 конных конвойных, и этап назывался конно-этапной тюрьмой.
В 1920 году входит в Вотскую АО, где 8 декабря 1921 года становится центром Дебёсского уезда и получает статус города. Однако уже 26 ноября 1923 года уезд упраздняется, Дебёсы вновь становятся селом и входят Глазовский уезд.
При проведении в 1929 году административно-территориальной реформы уездно-волостная структура заменяется районной, образуется Дебёсский район.
В 1846 году был построен каменный храм, освящённый во имя Святой Троицы. В 1939 году постановлением президиума ВС УАССР Троицкий храм был закрыт. В 2000-х годах начато восстановление Троицкой церкви неподалёку от прежнего места по прежнему архитектурному проекту.
В 2006 году в селе Дебёсы построена новая каменная церковь (архитекторы П. И. Анисифоров, Т. Ф. Дьякова), освящённая в 2007 году в честь Святой Троицы.

## Климат
Климат умеренный континентальный.
| Показатель              | Янв.  | Фев.  | Март | Апр. | Май  | Июнь | Июль | Авг. | Сен. | Окт. | Нояб. | Дек.  | Год |
| ----------------------- | ----- | ----- | ---- | ---- | ---- | ---- | ---- | ---- | ---- | ---- | ----- | ----- | --- |
| Средняя температура, °C | −13,2 | −12,5 | −5,5 | 2,9  | 10,7 | 16,3 | 18,3 | 15,0 | 9,4  | 2,7  | −5,8  | −11,3 | 2,3 |
| Норма осадков, мм       | 33    | 23    | 22   | 30   | 51   | 70   | 70   | 65   | 63   | 53   | 43    | 32    | 555 |
| Источник: .             |       |       |      |      |      |      |      |      |      |      |       |       |     |

## Население
| 1959  | 1970  | 1979  | 1989  | 2002  | 2010  | 2012  |
| ----- | ----- | ----- | ----- | ----- | ----- | ----- |
| 2892  | ↗3506 | ↗4355 | ↗5383 | ↗5828 | ↘5720 | ↗5778 |
| 2021  |       |       |       |       |       |       |
| ↘5663 |       |       |       |       |       |       |

конфессии православные, старообрядцы, протестанты, мусульмане.

## Культура и социальная сфера
В селе находится уникальный музей истории Сибирского тракта, расположенный в бывшем здании казармы нижних чинов Дебёсского конно-этапного пункта. Вместе с сохранившимся участком Сибирского тракта длиной 1,2 км они занесены в список объектов культурного наследия регионального значения. В этот же список занесены братская могила красноармейцев, погибших в боях с белогвардейцами и братская могила советских воинов, умерших от ран в госпитале в годы Великой Отечественной войны 1941—1945 гг.

В селе работают МОУ «Дебёсская СОШ», детский сад, МОУ «Детская школа искусств им. Г. М. Корепанова-Камского», МУК «Районный творческо-досуговый центр „Чупчигур“», МУК «Дебёсский районный центр развития культурного туризма „Байгурезь“», МУК «Дебёсский районный дом ремёсел», МУЗ «Дебёсская центральная районная больница», клуб.
- Здание Администрации села Дебёсы
- Церковь Святой Троицы села Дебёсы
- ул.Андроновская
- Памятник Дебёсцам, погибшим на фронтах Второй Мировой войны